# David Ahenakew
David Ahenakew, född 28 juli 1933 på ojibwareservatet i Sandy Lake, Saskatchewan, död 12 mars 2010 i Shellbrook, Saskatchewan, var en kanadensisk politiker som drev urinvånarnas intressen i nationell politik, särskilt inom utbildningspolitiken. Han tilldelades 1978 Kanadas högsta civila hedersutmärkelse, Order of Canada, men miste den 2005 på grund av offentligt uttryckta antisemitiska åsikter.
Ahenakew var yrkesmilitär 1951–1967 och blev därefter politiker. Han blev 1968 ordförande för Federation of Saskatchewan Indian Nations (FSIN) med uppdrag från provinsregeringen att särskilt arbeta med utbildningsfrågor. Arbetet blev mycket framgångsrikt och ledde bland annat till grundandet av flera nya skolor för urbefolkningarna i Saskatchewan. För sina insatser tilldelades Ahenakew 1978 Order of Canada. Det var den ena av två höjdpunkter i hans karriär, den andra kom 1982 då han valdes till hövding för Assembly of First Nations, de kanadensiska indianernas eget nationella parlament. Ahenakew innehade denna post 1982–1985.
I ett offentligt föredrag 13 december 2002 sade Ahenakew att judarna var ansvariga för startandet av andra världskriget. Eftersom hans inlägg var formulerat så att det var oklart om han uttryckte sin egen uppfattning eller återgav andras, ställde en journalist från Saskatoon Star Phoenix en fråga till Ahenakew om detta. Ahenakew svarade att han såg Hitler som en person som försökte städa upp i världen genom att "steka sex miljoner av de där typerna". På reporterns följdfråga hur Ahenakew kunde försvara förintelsen svarade han att det var enda sättet att bli av med en sådan farsot som hotade ta över världen.
Ahenakews efterträdare på hans viktigaste poster, Perry Bellegarde, ordförande för FSIN, och Matthew Coon Come, hövding för Assembly of First Nations, tog omedelbart avstånd från Ahenakews åsikter som också enhälligt fördömdes av kanadensiska politiker på alla nivåer. Ahenakew bad om ursäkt och försvarade sig med att han fällt sina yttranden i en uppstressad situation och att det han sagt inte var hans personliga uppfattning. Senare skyllde han också på sitt hälsotillstånd (diabetes) och sin ändrade medicinering. Ahenakew vidhöll sin uppfattning om att det var judarna som startat andra världskriget, trots att han inte kunde ge någon logisk förklaring till hur det skulle ha gått till.
Ahenakews uttalanden ledde till att han 2003 åtalades av provinsjustitiedepartementet i Saskatchewan för uppvigling till hat ("promoting hatred") och efter att han fällts 2005 fråntogs Order of Canada. Han blev den andre efter Alan Eagleson som fått denna utmärkelse återtagen.
Den rättsliga processen mot Ahenakew pågick till 2009. Han friades först i en högre instans, där domaren menade att man i den första rättegången inte tagit tillräcklig hänsyn till att Ahenakew fällt sina yttranden i en dispyt ("angry confrontation") med en påstridig journalist. Den friande domen överklagades av staten till Saskatchewan Court of Appeal som är högsta instans på provinsnivå. I den slutliga domen 2009 friades Ahenakew från åtalet, då det enligt domaren inte kunde styrkas att Ahenakew uttryckt sina åsikter om judar, kriget och förintelsen med uppsåt att uppvigla någon till hat, även om hans åsikter i sig var "revolting, disgusting and untrue".